# Plaza Ramos de Azevedo
La plaza Ramos de Azevedo (en portugués Praça Ramos de Azevedo) es un espacio público situado en el área central de la ciudad de São Paulo, junto al Vale do Anhangabaú. Al lado de la plaza también están el Teatro Municipal de São Paulo, el Edificio Alexander Mackenzie (Shopping Light) y el Viaduto do Chá. En conjunto con estos lugares, la plaza forma una reconocida postal de la ciudad.
El proyecto del Teatro Municipal fue desarrollado por los arquitectos italianos Domiziano Rossi y Cláudio Rossi, que trabajaban en el estudio de Francisco de Paula Ramos de Azevedo. En el subsuelo del teatro se incluyó un conjunto de pasajes subterráneos con salida a la plaza actualmente denominada Ramos de Azevedo. Estos pasajes fueron originalmente construidos con la intención de ventilar el teatro.
En el centro de la plaza se encuentra el monumento a Carlos Gomes, inaugurado en 1922 en ocasión del centenario de la Independencia de Brasil. El conjunto escultórico fue realizado por el escultor Luigi Brizzolara.